# 6904 McGill
6904 McGill este un asteroid din centura principală de asteroizi.

## Descriere
6904 McGill este un asteroid din centura principală de asteroizi. A fost descoperit pe 22 august 1990 la Observatorul Palomar de Henry E. Holt. El prezintă o orbită caracterizată de o semiaxă mare de 2,48 ua, o excentricitate de 0,11 și o înclinație de 5,7° în raport cu ecliptica.